# 애스매틱 키티
애스매틱 키티(영어: Asthmatic Kitty)는 미국의 인디펜던트 음악 레이블로 1999년 음악가 수프얀 스티븐스와 양아버지인 로웰 브램스가 미시간주 홀랜드에서 함께 설립하였다. 소속된 이 중 일부는 본래 홀랜드에서 살던 사람이며, 나머지는 지역 대학을 재학하던 사람으로 이루어져 있었다. 이후 원조 홀랜드의 중심이 미국 각지에 흩어져 있는 동안 새로운 음악가와 다른 독립 레이블과 프로젝트를 공유하면서 성장하였다. 2009년에 시작된 라이브러리 카탈로그 뮤직 시리즈는 다양한 음악가의 음악을 보여주고 있으며, 2013년 2월까지 18장의 음반이 프린트되고 더 많은 음반이 발매될 예정이다. 현재 애스매틱 키티는 와이오밍주의 랜더, 인디애나주의 인디애나폴리스, 뉴욕에 지사를 두고 있다.
레이블의 이름은 로웰이 1994년에 입양한 천식을 앓던 고양이 사라를 떠올려 만든 것이다. 2002년부터는 해발 1,600미터가 넘는 와이오밍주의 랜더에서 거주하면서 희박하고 건조한 공기로 천식 증상이 완화됐다. 사라는 15살 혹은 16살까지 살았고 2008년 12월에 죽었다.
2020년, 레이블의 공동 설립자인 수프얀 스티븐스와 로웰 브램스가 21개의 곡이 수록된 “Aporia”를 발매하였다.

## 활동 중인 음악가
- 제임스 매갈리스터 900X
- 안젤로 드 어거스틴
- 캐스터네츠
- 크리스 슐라브
- 데니슨 위트머
- 도츠 윌 에코
- 폴 첸
- 하프핸디드 클라우드
- 허마스 조풀라
- 랜드 오브 어 사우전드 래퍼스
- 릴리 & 메덜레인
- 린다 퍼핵스
- 리즈 제인스
- 페페 딜럭세
- 래프터
- 섀넌 스티븐스
- 시시푸스
- 수프얀 스티븐스
- 웰컴 웨건

## 비활동 중이거나 활동하지 않는 음악가
- 벙키
- 크립타시즈
- DM 스티스
- 엡스테인
- 엘라도 네그로
- 아이 하트 렁
- 주카복스
- 줄리아나 바윅
- 마자르츠 시스터
- 마이 브라이티스트 다이아몬드
- 옴브레
- 오소 스트링 콰르텟
- 레이먼드 바이런 앤드 더 화이트 프레이터
- 로버츠 앤드 로드
- 로열 시티
- 셰이프스 앤드 사이즈스
- 더 커튼스
- 트루먼스 워터